# 18-й пехотный полк (Австро-Венгрия)
18-й Богемский пехотный полк (нем. Böhmisches Infanterie-Regiment Nr. 18) — чешский пехотный полк Единой армии Австро-Венгрии.

## История
Образован в 1682 году. До 1915 года носил название 18-й богемский пехотный полк «Эрцгерцог Леопольд Сальватор» (нем. Böhmisches Infanterie «Regiment Erzherzog Leopold Salvator» Nr. 18). Участвовал в австро-турецких и Наполеоновских войнах, Семилетней и Австро-итало-прусской войне, а также в подавлении Венгерского восстания. В разное время покровителями полка были:
- 1840—1848: барон Максимилан фон Райзингер
- 1848—1892: великий князь русский Константин Павлович
- 1893—1918: эрцгерцог Леопольд Сальватор

Полк состоял из 4-х батальонов: 1-й и 4-й базировались в Брунеке, 2-й — в Кёнигграце, 3-й — в Нидердорфе. Национальный состав полка по состоянию на 1914 год: 75% — чехи, 23% — немцы, 2% — прочие национальности.
Полк сражался на Восточном фронте Первой мировой войны и участвовал в Галицийской битве и Горлицком прорыве (солдаты полка, павшие в боях, похоронены на 4-м, 58-м, 138-м и 139-м военных кладбищах. Участвовал в Третьей битве при Изонцо.
В ходе так называемых реформ Конрада с июня 1918 года число батальонов было сокращено до трёх, и 3-й батальон был расформирован.

## Командиры
- 1859—1873: полковник риттер Карл Хервай фон Кирхберг[10][11]
- 1873—1879: полковник Адольф Тойченбах фон Эренруэ
- 1879: полковник Теодор фон Риш[12]
- 1879—1882: полковник Фридрих Австрийский, герцог Тешенский
- 1903—1904: полковник Карл Занднер
- 1905—1907: полковник Камилло Ребенштайнер фон Бланкенфельд
- 1908—1911: полковник Густав фон Мальцер[13]
- 1912—1914: полковник Франц Оттааль фон Оттенхорст[2]